# Michael Rohde (Theologe)

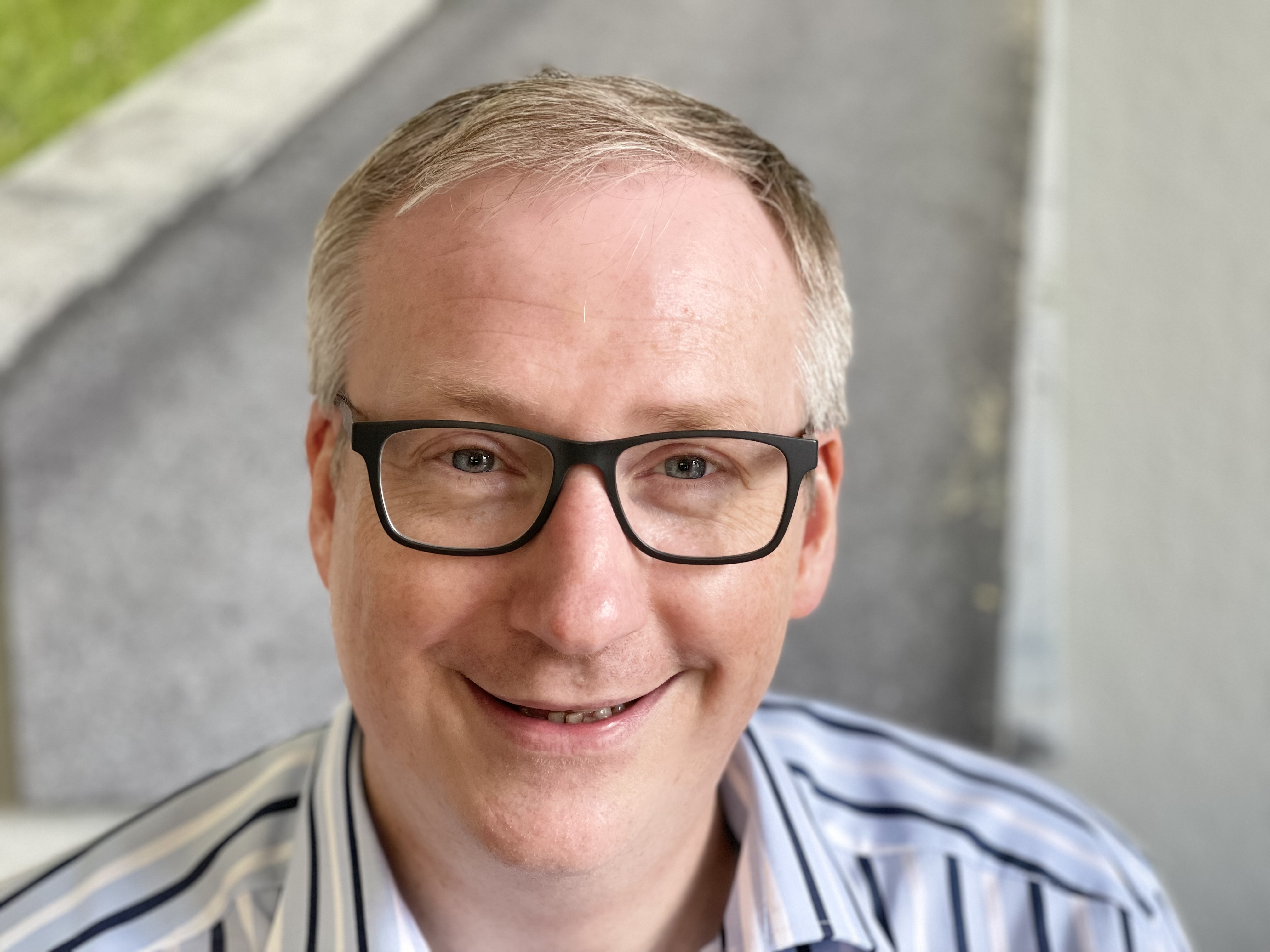
Michael Rohde

Michael Rohde (* 20. Dezember 1973 in Pinneberg) ist ein baptistischer Theologe und Alttestamentler.

## Leben
Rohde studierte Theologie am Theologischen Seminar des Bundes Evangelisch-Freikirchlicher Gemeinden, an der Universität Hamburg (Zwischenprüfung) und an der Humboldt-Universität zu Berlin. Von 2001 bis 2004 absolvierte er ein Promotionsstudium an der Philipps-Universität Marburg; zugleich war er Lehrbeauftragter für Hebräisch an der Theologischen Hochschule Ewersbach. Im Jahre 2004 legte er sein Promotionsexamen an der Philipps-Universität Marburg zum Dr. theol. ab.
Von 2004 bis 2007 war Rohde Pastor der Evangelisch-Freikirchlichen Gemeinde in Ilmenau und Wissenschaftlicher Mitarbeiter an der Friedrich-Schiller-Universität Jena. Anschließend war er bis 2015 Professor für Altes Testament an der Theologischen Hochschule Elstal und stellvertretender Studienleiter. Seit Oktober 2015 ist er Leitender Pastor der Evangelisch-Freikirchlichen Gemeinde Hannover-Walderseestraße und war 2016/2017 zugleich Lehrbeauftragter der Leibniz Universität Hannover am Institut für Theologie und Religionswissenschaft.
Schwerpunkte seiner wissenschaftlichen Arbeit sind: Hiobbuch und Theodizeefrage, Psalmen- bzw. Psalterexegese und Hermeneutik des Alten Testaments sowie Biblische Archäologie.
Ehrenamtlich leitet Rohde seit 2014 den Fachkreis „Christen und Juden“ im Bund Evangelisch-Freikirchlicher Gemeinden. Seit 2019 ist er Aufsichtsratsvorsitzender des International Theological Study Centry Amsterdam (IBTS) und Mitglied der Exekutive der European Baptist Federation.

## Veröffentlichungen (in Auswahl)
- Der Knecht Hiob im Gespräch mit Mose. Eine traditions- und redaktionsgeschichtliche Studie zum Hiobbuch (= Arbeiten zur Bibel und ihrer Geschichte, Bd. 26). Evangelische Verlagsanstalt, Leipzig 2007, ISBN 3-374-02475-0.
- (mit Christiane Geisser) Erzähl mir mehr! Altes Testament predigen. Neukirchener Theologie, Neukirchen-Vluyn 2010, ISBN 978-3-7887-2468-9.
- Schätze der biblischen Zeit. 50 archäologische Entdeckungen rund um die Bibel. SCM R. Brockhaus, Holzgerlingen 2018, ISBN 978-3-417-26851-5.

### Wissenschaftliche Aufsätze
- Observations on the Songs of Ascents. A discussion about the so-called Zions-theology of Psalms 120-134. In: Baptistic Theologies, No.2 Volume 1, Prag 2009, S. 24–42. (ISSN 1803-618X)
- Wo wohnt Gott? Alttestamentliche Konzeptionen der Gegenwart Jahwes am Beispiel des Tempelweihgebets 1. Könige 8. In: Berliner Theologische Zeitschrift 1/2009, S. 165–183. (PDF-Datei)
- Die kontextuelle Theologie Mitri Rahebs als Beispiel für die exegetische und hermeneutische Bedeutung des Buches Josua für die Frage nach dem “Heiligen Land”. In: Ed Noort (Hrsg.): The Book of Joshua (BETL 250) Leuven 2012, S. 598–607. (PDF-Datei)
- Wallfahrtspsalmen ohne Zionstheologie? Eine Auseinandersetzung mit der sog. Zionstheologie der Psalmen 120-134. in: Zeitschrift für die Alttestamentliche Wissenschaft 126/3 (2014), S. 383–401.

## Belege
1. ↑  Dr. Michael Rohde. gemeinde-walderseestrasse.de, abgerufen am 6. Dezember 2017.
2. ↑  Prof. Dr. Michael Rohde 2007-2015. Theologische Hochschule Elstal, abgerufen am 6. Dezember 2017.
3. ↑  Fachkreis Christen und Juden, auf befg.de, abgerufen am 10. August 2022
4. ↑  Our People, auf ibts.eu, abgerufen am 10. August 2022
5. ↑  Theology & Education, auf ebf.org, abgerufen am 10. August 2022

| Personendaten    | Personendaten                              |
| ---------------- | ------------------------------------------ |
| NAME             | Rohde, Michael                             |
| KURZBESCHREIBUNG | baptistischer Theologe und Alttestamentler |
| GEBURTSDATUM     | 20. Dezember 1973                          |
| GEBURTSORT       | Pinneberg                                  |